# Regione del Kavango Occidentale
La regione del Kavango Occidentale è una delle quattordici regioni della Namibia. Il suo capoluogo è Nkurenkuru.

## Geografia antropica

### Suddivisioni amministrative
La regione è suddivisa in 8 distretti elettorali:
- Kapako
- Mankumpi
- Mpungu
- Musese
- Ncamangoro
- Ncuncuni
- Nkurenkuru
- Tondoro